# Yves Saint Laurent
Yves Henri Donat Mathieu-Saint-Laurent (Orán, Argelia; 1 de agosto de 1936-París, Francia; 1 de junio de 2008), conocido simplemente como Yves Saint Laurent, fue un diseñador de moda y empresario francés, considerado uno de los principales diseñadores de la segunda mitad del siglo XX. 
Se lo considera el creador del esmoquin femenino en los años 1960, el impulsor del resurgir de la alta costura en los años 1980 y de los primeros en incluir en sus desfiles modelos no caucásicas.

## Biografía

### Primeros años
Nació en Orán, por entonces colonia francesa de Argelia, en el seno de una de las más ricas familias de la ciudad. Su padre, descendiente de un barón francés, era presidente de una compañía de seguros y propietario de varias salas de cine. Su abuela materna era española. 
En Argelia, la Segunda Guerra Mundial y la ocupación nazi de Francia parecían sucesos lejanos, y no incidieron demasiado en la vida de Yves Saint Laurent y su familia. Siendo niño le gustaba interpretar personajes de Molière y leía con avidez la revista Vogue. Le atraía el mundo de los diseños para teatro y confeccionaba vestidos para su madre y sus hermanas. Por su carácter peculiar sufrió acoso escolar, que él intentaba superar prometiéndose: «Algún día seré famoso».
En 1950, Saint Laurent envió tres diseños a París, a un concurso convocado por el Secretariado Internacional de la Lana. Quedó en tercera posición, y acudió a recibir el premio acompañado de su madre. Sus diseños sorprendieron a Michel de Brunhoff, redactor jefe de Vogue, que le recomendó que estudiase en la Chambre Syndicale de la Couture. Saint Laurent le hizo caso y tras graduarse en Orán se mudó a París. 
En 1951 volvió a participar en el concurso del Secretariado Internacional, y esta vez resultó ganador, derrotando a un joven Karl Lagerfeld. Remitió más diseños a De Brunhoff, quien vio en ellos similitudes con un diseñador consagrado: Christian Dior. El responsable de Vogue envió estos diseños a Dior, que vio al instante el talento de Saint Laurent y decidió sumarlo a su taller.

### Inicios con Christian Dior
Con 18 años entró a trabajar en Dior, si bien sus tareas iniciales fueron más bien prosaicas: decorar el estudio y diseñar algunos accesorios. Sorprendentemente, Christian Dior le eligió como su sucesor en el cargo de diseñador jefe de la casa. Saint Laurent y su madre se extrañaron por la decisión de Dior, quien parecía demasiado joven para jubilarse. Moriría de un infarto ese mismo año.

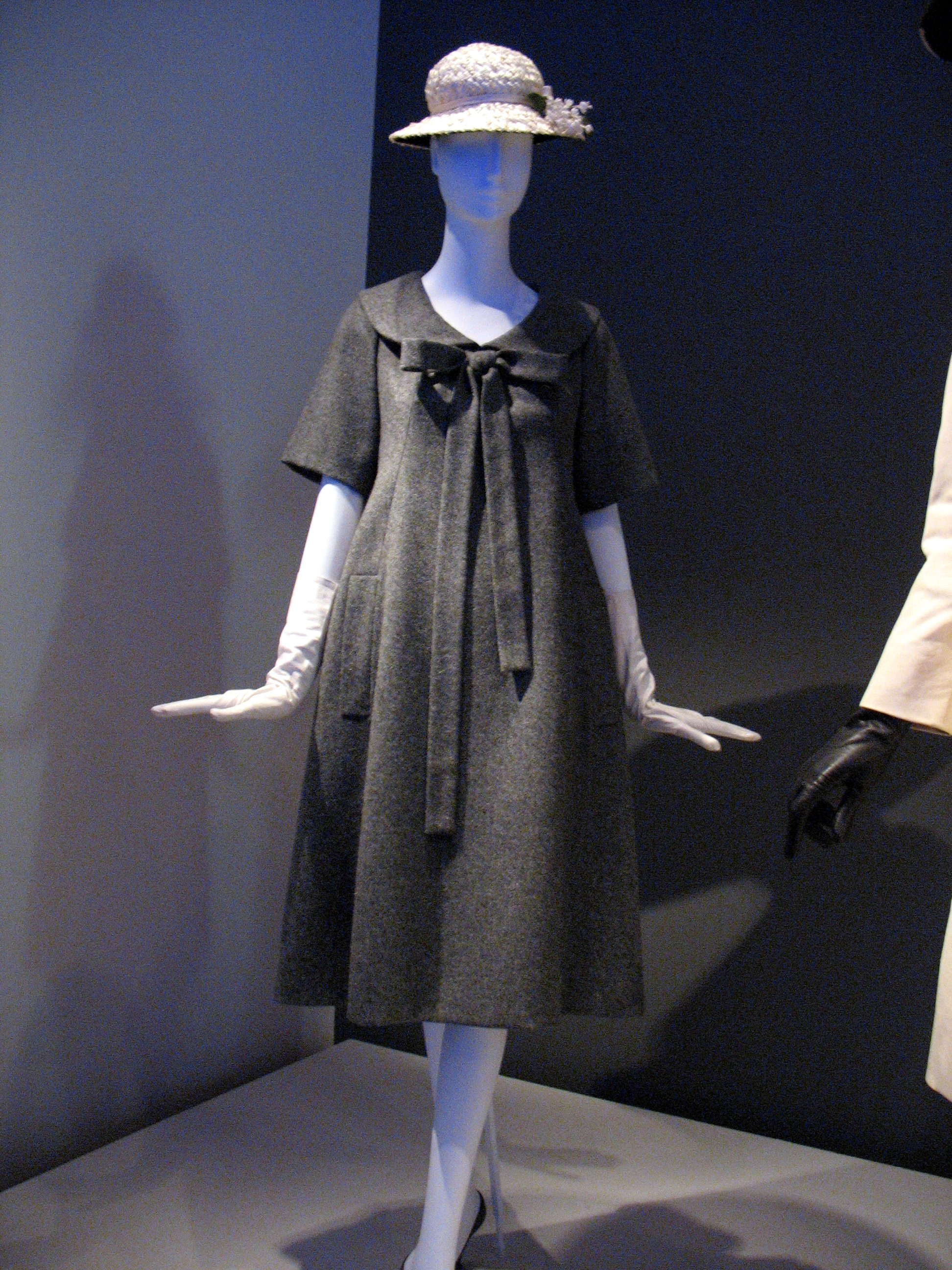
Vestido de franela gris, «línea trapecio», diseñado por Yves Saint Laurent para la casa Dior, en 1958. (Se exhibe en el Museo de Young en San Francisco, California).

En 1957, con 21 años, Saint Laurent se convirtió en el modista más joven de la alta costura francesa. Su colección de primavera de 1958 alcanzó resonante éxito, al prolongar el estilo New Look acuñado por Dior. Este éxito contribuyó a rescatar la firma de una quiebra que parecía segura. En 1959, fue elegido por Farah Diba para que diseñase el vestido de su boda con el Sha de Irán. Pero las creaciones posteriores de Saint Laurent resultaron demasiado rompedoras, cosechando duras críticas de muchos de los admiradores de Dior, y su carrera en dicha firma se interrumpió en el año 1960, cuando fue llamado para cumplir con el servicio militar francés, coincidiendo con la guerra de independencia de Argelia. Saint Laurent había eludido la milicia hasta entonces gracias a las influencias del propietario de Dior, Marcel Boussac, y se ha conjeturado que cuando Boussac quiso prescindir de él, movió los hilos necesarios para que le llamasen a filas.
Saint Laurent duró apenas 20 días en el ejército. Debido a las humillaciones infligidas por unos compañeros, sufrió un ataque de estrés y fue ingresado en un hospital militar. Allí supo que la casa Dior no le reservaba el empleo y que más bien había prescindido de él; esta noticia empeoró su estado emocional y fue ingresado en el psiquiátrico de Val-de-Grâce, un centro tristemente conocido por sus terapias agresivas. Saint Laurent sufrió electroshocks y le administraron sedantes y otros fármacos, una etapa sombría que ayuda a explicar sus posteriores problemas emocionales y adicciones. 
A finales de 1960 Saint Laurent abandonó el psiquiátrico y, al volver a París, vio que había sido sustituido en la casa Dior por Marc Bohan, diseñador que se acercaba más al estilo ladylike (femenino a la antigua usanza) que se buscaba. Saint Laurent demandó a la empresa por daños morales con la ayuda de su pareja Pierre Bergé, y con el dinero recibido, sumado al apoyo financiero del empresario J. Mack Robinson de Atlanta, creó su propia casa de costura.

### Fundación de la casa YSL

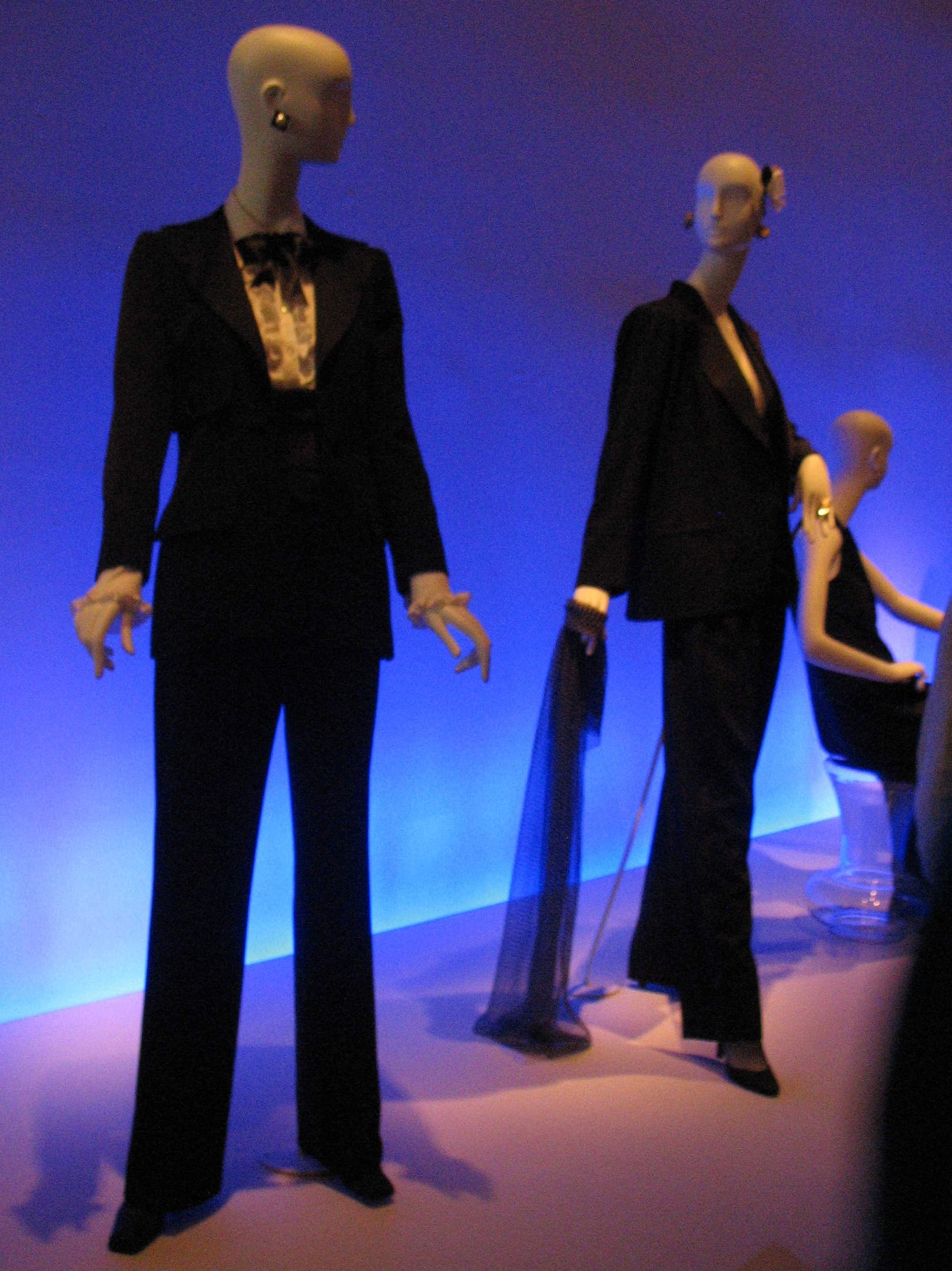
Diseños de esmoquin femenino (le smoking) que se exhiben en el Museo de Young en San Francisco.

La primera colección de este modisto, Ligne Trapéze (‘línea trapecio’ en francés) tuvo lugar el 29 de enero de 1962 y se convirtió en un éxito instantáneo. La imagen y el logotipo de la empresa (un monograma con las iniciales YSL superpuestas) son obra del diseñador gráfico francés Cassandre en 1961,
La colaboración de Pierre Bergé fue sustancial para que Saint Laurent llegase a erigir una empresa sólida. Aunque interrumpieron su relación sentimental en 1976, siguieron conviviendo en la misma casa y colaborando, y Bergé fue el apoyo imprescindible que permitió a Saint Laurent seguir creando y superar sus crisis emocionales.
Sus colecciones en los años 60 destacaron por la incorporación del esmoquin al vestuario femenino y por la implantación del prêt-à-porter como una línea comercial completa; de hecho fue el primer creador de alta costura que presentó una línea de esta nueva categoría de moda. En 1966 inauguró su primer local que comercializaba prêt-à-porter, situado en el n.º 21 de la Rue de Tournon: Saint Laurent Rive Gauche. También fue el primer diseñador que incorporó mujeres de color como modelos en sus desfiles.

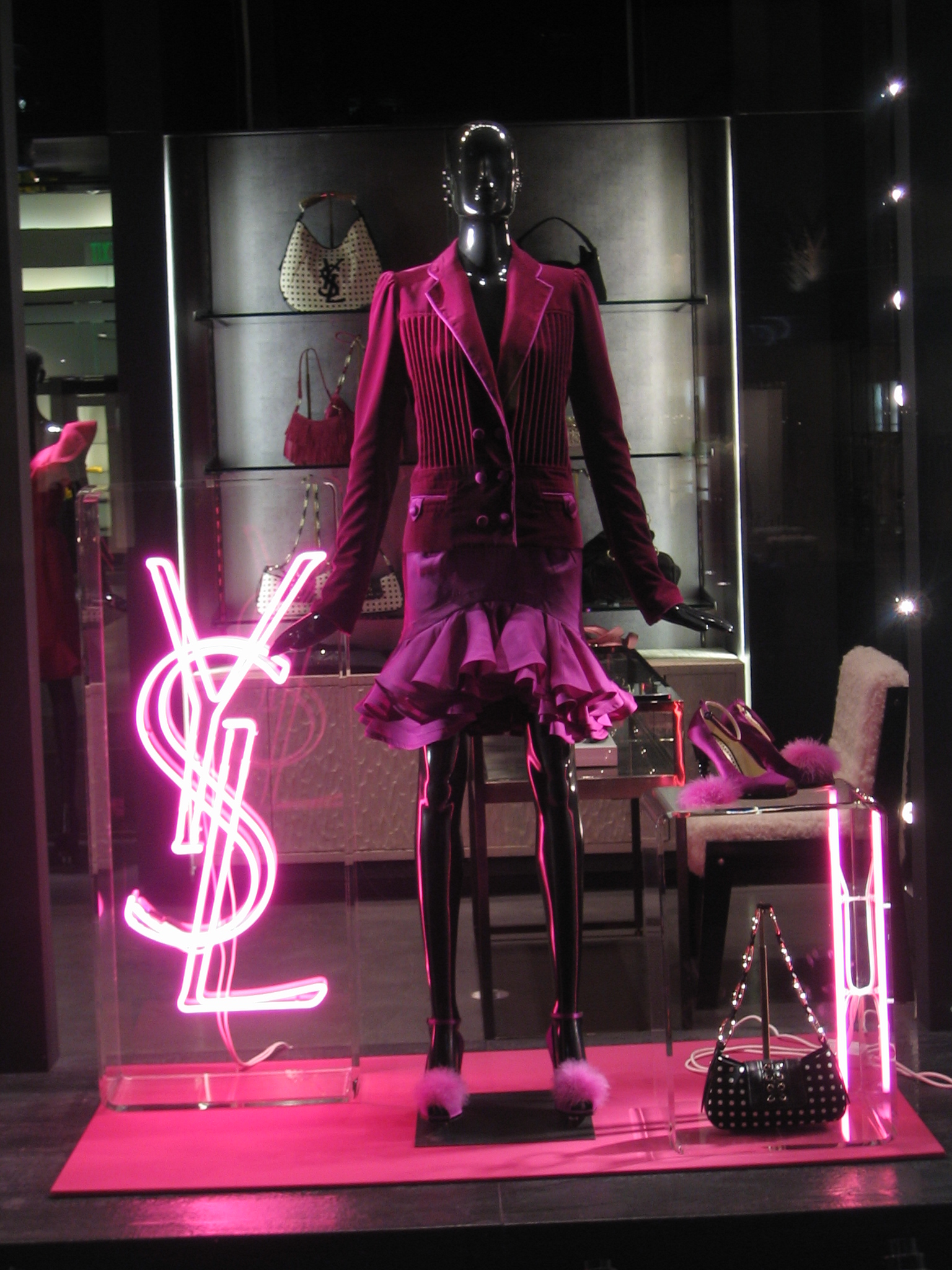
Escaparate de la firma Yves Saint Laurent en Rodeo Drive, Beverly Hills.

### Colaboraciones en cine y teatro
Diseñó decorados y vestuario para filmes y obras teatrales como Cyrano de Bergerac y La Pantera Rosa, colaborando con Roland Petit, Claude Régy, Jean-Louis Barrault, Luis Buñuel, François Truffaut, Alain Resnais (Stavisky, 1974), Jean Marais, Zizi Jeanmaire, Arletty...
Vistió a divas del cine como Jeanne Moreau, Claudia Cardinale (La panthère rose, 1963) e Isabelle Adjani, y convirtió a Catherine Deneuve en icono de estilo y musa personal.

### Altibajos
Sus diseños nunca dejaban indiferentes a los críticos. El desfile de otoño de 1966, inspirado en Mondrian, causó sensación, pero otras propuestas no se libraron de críticas negativas. En 1971 Saint Laurent lanzó una colección inspirada en los colaboracionistas franceses durante la ocupación nazi de Francia en los años 1940 que fue masacrada porque se entendió que enaltecía los tiempos de la ocupación nazi («que él no conoció») y el «feo utilitarismo de la posguerra». 
Las exigencias de producción en alta costura y prêt-à-porter (dos colecciones al año de cada categoría) le acarrearon un estrés creciente, que combatía con alcohol y drogas. En 1987 sufrió un traspié en críticas a raíz de un fallido desfile en Nueva York; exhibió chaquetas con aplicaciones de joyas de 10 000 dólares pocos días después de que un crack financiero sacudiese la ciudad. Desde entonces, fue delegando el diseño del prêt-à-porter en ayudantes, y esta gama de su producción apenas retuvo pujanza entre sus fanes.
La marca Saint Laurent suscitó otro escándalo en la última etapa, cuando para promocionar un perfume masculino se recurrió a una fotografía de desnudo frontal, donde un modelo posaba con los genitales visibles; fue la primera (y única) imagen de este tipo que se recuerda dentro de la publicidad de alcance global.
Saint Laurent fue también conocido por su faceta mundana; acudía a discotecas como Studio 54, y era consumidor habitual de cocaína. Cuando dejó las drogas, sumó otra adicción más inocua: bebía al día varios litros de Coca-Cola. Su vida íntima daba que hablar, aunque su compañero Pierre Bergé siempre le apoyó y contribuyó a que la empresa no naufragase ni en los peores momentos del diseñador. Bergé y Saint Laurent terminaron su relación amorosa a finales de los años 70. Seguían siendo amigos y la relación empresarial seguía todavía funcionando. Juntos siguieron creando un imperio internacional hasta que el gran grupo del lujo Kering compró la compañía justo antes del año 2000.

### Saint Laurent y el arte

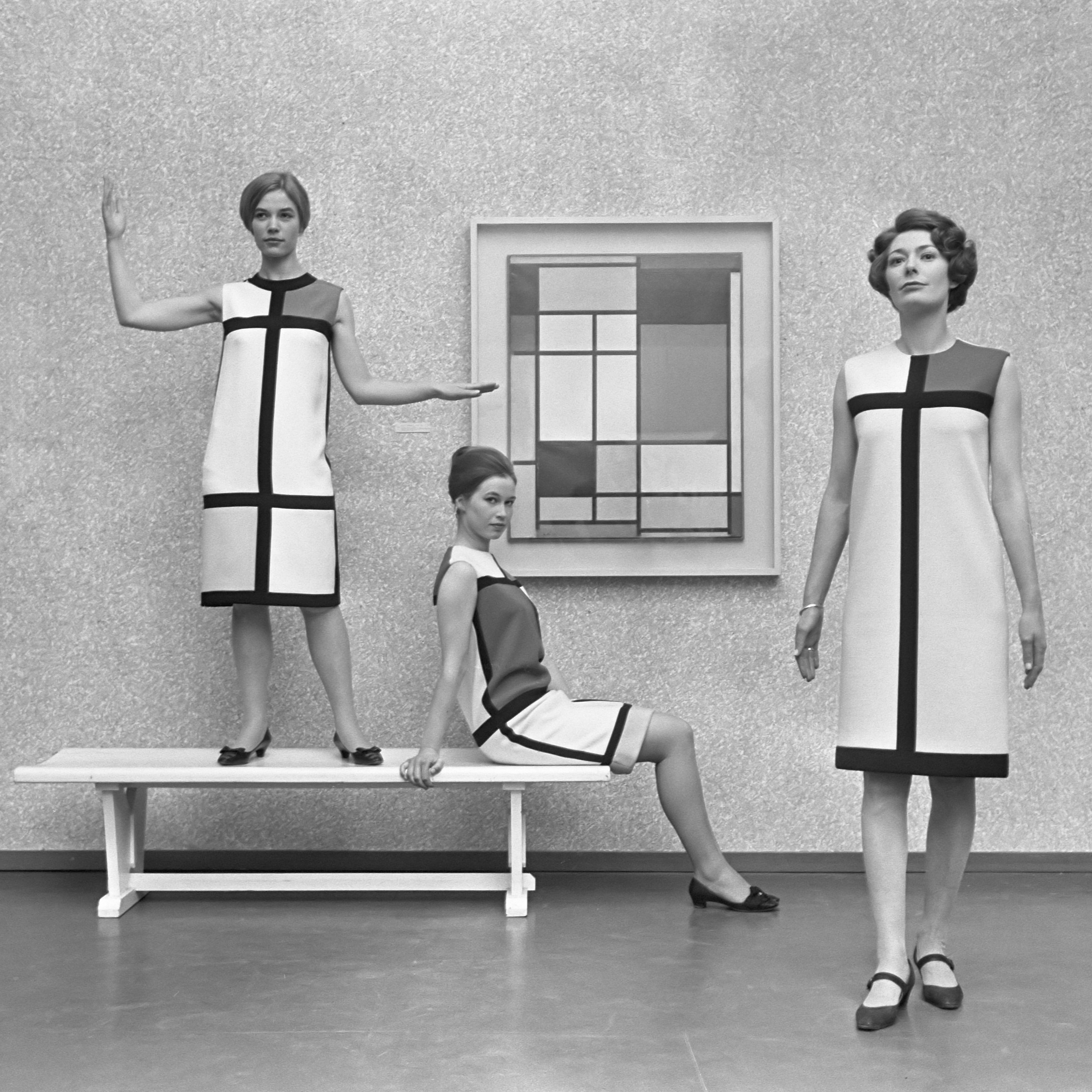
La colección de otoño de 1965 se inspiraba en la obra de Piet Mondrian

Saint Laurent y Bergé reunieron una importante colección de arte en su mansión del número 55 de la calle Babylon de París, gracias en gran medida al éxito económico del perfume Opium (1977), el más vendido del mundo.[cita requerida] Adquirieron obras como un importante retrato de Goya que perteneció a los Rockefeller (El niño don Luis María de Cistué) y una escultura de madera de Constantin Brancusi (actualmente quedan solo tres en manos privadas). Sumaron pinturas de otros muchos artistas como Frans Hals, Cornelis de Vos, Ingres, Géricault, Picasso, Fernand Léger, Giorgio de Chirico, Édouard Vuillard, Edvard Munch, Matisse y Mondrian, así como dibujos y acuarelas de Manet, Paul Klee, Paul Gauguin, Degas, Toulouse-Lautrec, Alberto Giacometti y Cézanne. En fechas posteriores la pareja declaró que «con los precios actuales, ya no podemos seguir comprando».
Su afición por el arte le llevó a ‘homenajear’ a maestros como Mondrian —con vestidos que reproducen sus motivos—, Picasso, Matise, Braque, Bonnard, Léger. Una exposición en La Coruña (febrero de 2008) ilustró esta influencia en su trabajo, mostrando sus diseños junto con obras de arte que los inspiraron. En 2022, cinco grandes museos parisinos, el Louvre, el Pompidou, el Picasso, el Orsay y el de Arte Moderno, presentaron una gran exposición común titulada ‘Yves Saint Laurent en los museos.’

### Retirada en 2002
Yves Saint Laurent anunció su retirada del diseño de moda y las pasarelas en enero de 2002. Se mostró decepcionado por la moda predominante, que a su juicio arrinconaba la ambición artística a favor del simple lucro «como si fuese hacer cortinas para ventanas».

### Fallecimiento y subasta de bienes
Yves Saint-Laurent falleció en París el 1 de junio de 2008, a la edad de 71 años, tras padecer cáncer.

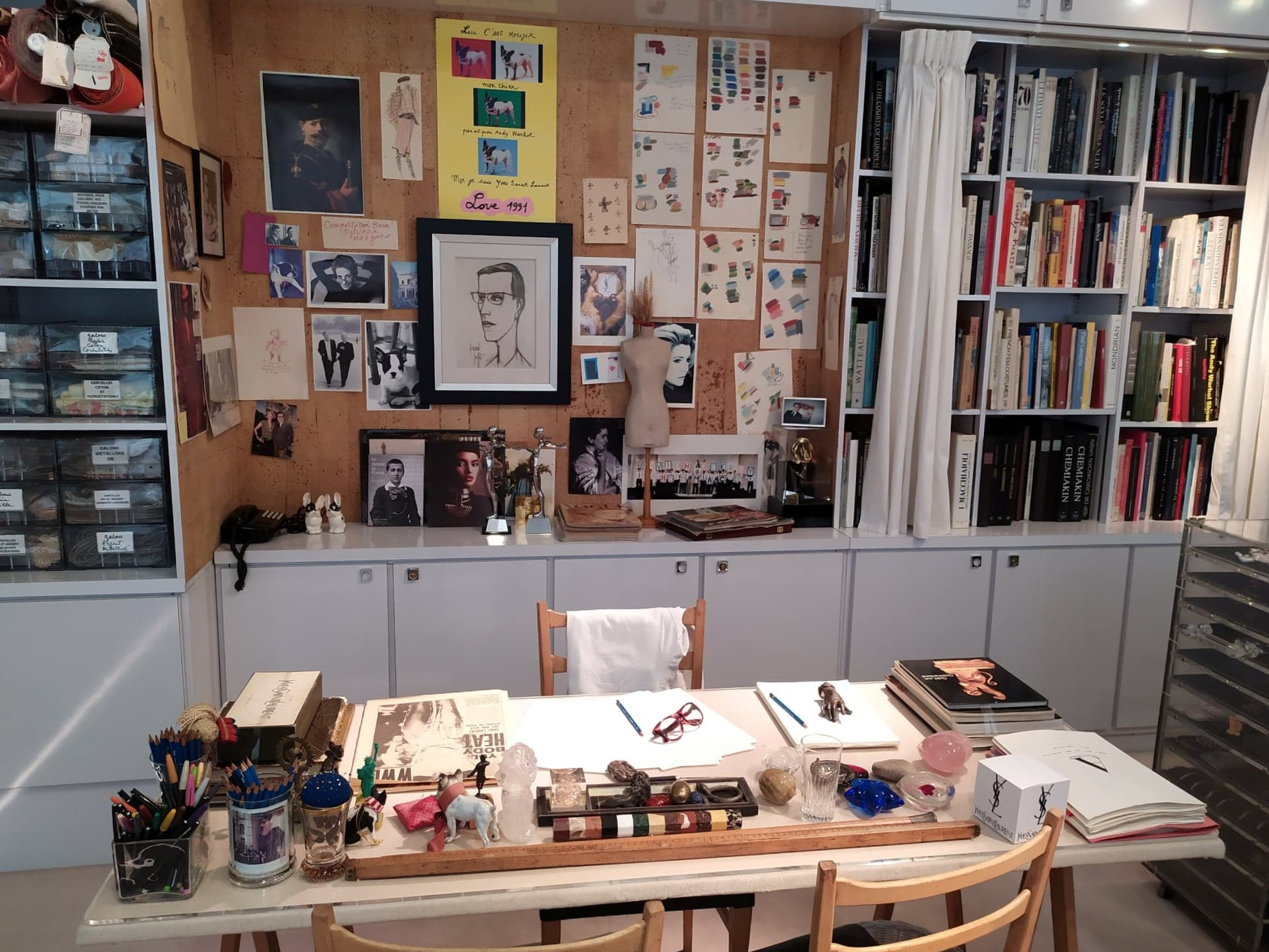
Musée Yves-Saint-Laurent (Paris).

Al funeral de Saint Laurent acudieron el entonces presidente de Francia Nicolas Sarkozy y su esposa Carla Bruni, que había trabajado como modelo durante muchos años con la firma; así como por importantes personalidades vinculadas a la moda como Valentino, John Galliano, Jean Paul Gaultier, Claudia Schiffer, Naomi Campbell, Catherine Deneuve y Farah Diba. 
Tras la muerte del diseñador, su colección de arte se dispersaba; su compañero Bergé comentó que tal conjunto se había formado como un proyecto de los dos que, al fallecer Saint Laurent, había perdido sentido. Se celebró una subasta de tres días, entre el 23 y el 25 de febrero en el Grand Palais de París a cargo de la firma Christie's. De los 733 lotes se vendieron 730 por un total de 373 millones de euros, dinero que se destinó a una fundación y a la lucha contra el sida. El citado retrato de Goya se excluyó de la venta para ser donado al Museo del Louvre, y Bergé se quedó con algunas obras de Andy Warhol (retratos de Saint Laurent y de su perro favorito). Curiosamente, uno de los pocos lotes que no encontraron comprador fue el cuadro de Picasso Instrumentos de música sobre una mesa, la pintura con valoración más alta. Por el contrario, un cuadro de Mondrian fue adquirido para el futuro museo Louvre Abu Dhabi.
En mayo de 2009, se ha rumoreado que la antigua vivienda de Saint Laurent y Bergé en la calle Babylon podría ser adquirida por el presidente Nicolas Sarkozy y Carla Bruni como su nueva residencia.
En 2010, se hallaron diversos dibujos hechos por Saint Laurent que databan de los años 1970 y 1980, entre estos cuadros se encuentra un retrato desnudo del líder de Queen, Freddie Mercury, posiblemente hecho en Múnich, Alemania en 1984.

## Influencia posterior
Saint Laurent ha pasado a la historia como el primer diseñador de moda que ha expuesto en un museo, el Metropolitan Museum de Nueva York. Creó, con Pierre Bergé, una fundación para la custodia y difusión de su legado creativo.

## Documentales biográficos
- David Teboul: "Yves Saint Laurent: His Life and Times" (2002)
- "Yves Saint Laurent: 5 Avenue Marceau 75116 Paris" (2002)
- Pierre Thoretton: "L'Amour Fou" (2009)